# Eutichurus keyserlingi
Eutichurus keyserlingi là một loài nhện trong họ Miturgidae.
Loài này thuộc chi Eutichurus. Eutichurus keyserlingi được Eugène Simon miêu tả năm 1897.